# 隅田川テラス
隅田川テラス（すみだがわテラス）は、東京都を流れる隅田川両岸に沿って整備された親水テラスの総称である。治水上の高水敷にあたる部分をテラス化したもので、舗装や緑化が施されることによって平時には憩いの場、散策路など、公園としての役割が与えられている。

## 概要
昭和60年から高規格堤防（スーパー堤防）等整備事業の一環として、隅田川両岸のほぼ全域、総延長46.9kmの計画で東京都が順次整備を進めている。
隅田川の治水は、伊勢湾台風を教訓に、東京高潮対策事業として、防潮堤（いわゆる「カミソリ堤防」）の整備が昭和30年代から始まり昭和50年までに完了したが、堤防によって人と水辺が隔離される結果となった。これを受けて東京都は、昭和55年から安全性に加えて、人が水辺に近づける親水性にも配慮した緩傾斜堤防事業（高規格堤防）に着手した。白鬚地区を皮切りに、舗装、植栽などの修景工事により遊歩道としての機能を備えた親水テラスが整備され、都内では貴重な親水施設のひとつとなっている。また、治水の観点からは堤防の根固めの役割を果たし、耐震性能向上に貢献している。
白鬚橋の上流ではそれまでの治水、親水空間としての役割に加えて、生物の生息空間（サンクチュアリ、ワンド等）を取り入れたテラス整備が進んでいる。
平成18年度末までの整備率は約87％となっている。
2020年6月には複合施設を同時に整備した両国リバーセンターが完成する予定。

## 利用状況
平日の昼時にはサラリーマンやOLが休憩する姿が見られ、休日にはジョギングや犬の散歩をする近隣住民の姿が見られる。アニメ『3月のライオン』で主人公の住む街の舞台となっており、ファンの間で聖地として注目を集めている。

## 隅田川テラスを取り入れた公園

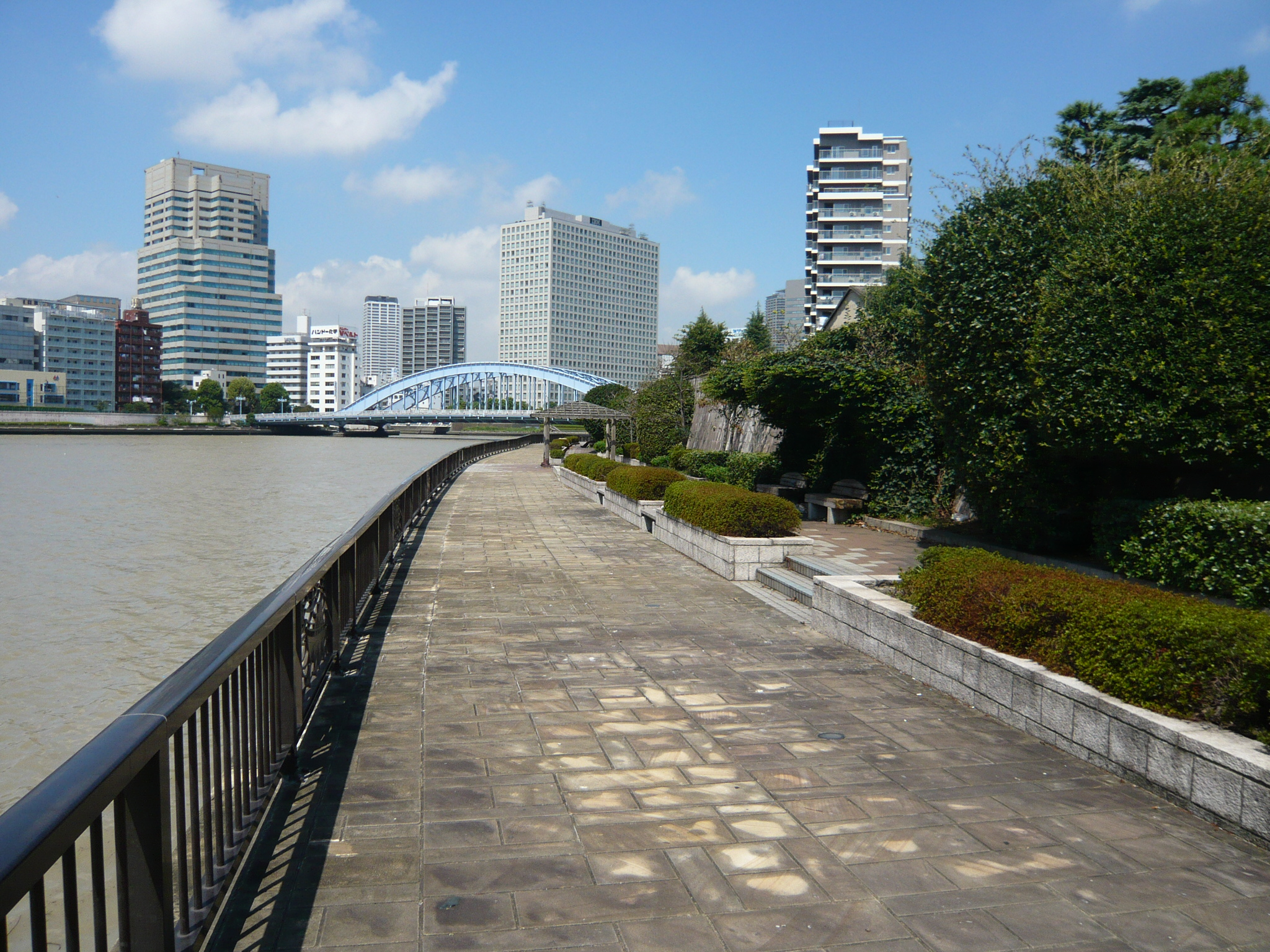
永代公園 （江東区永代）
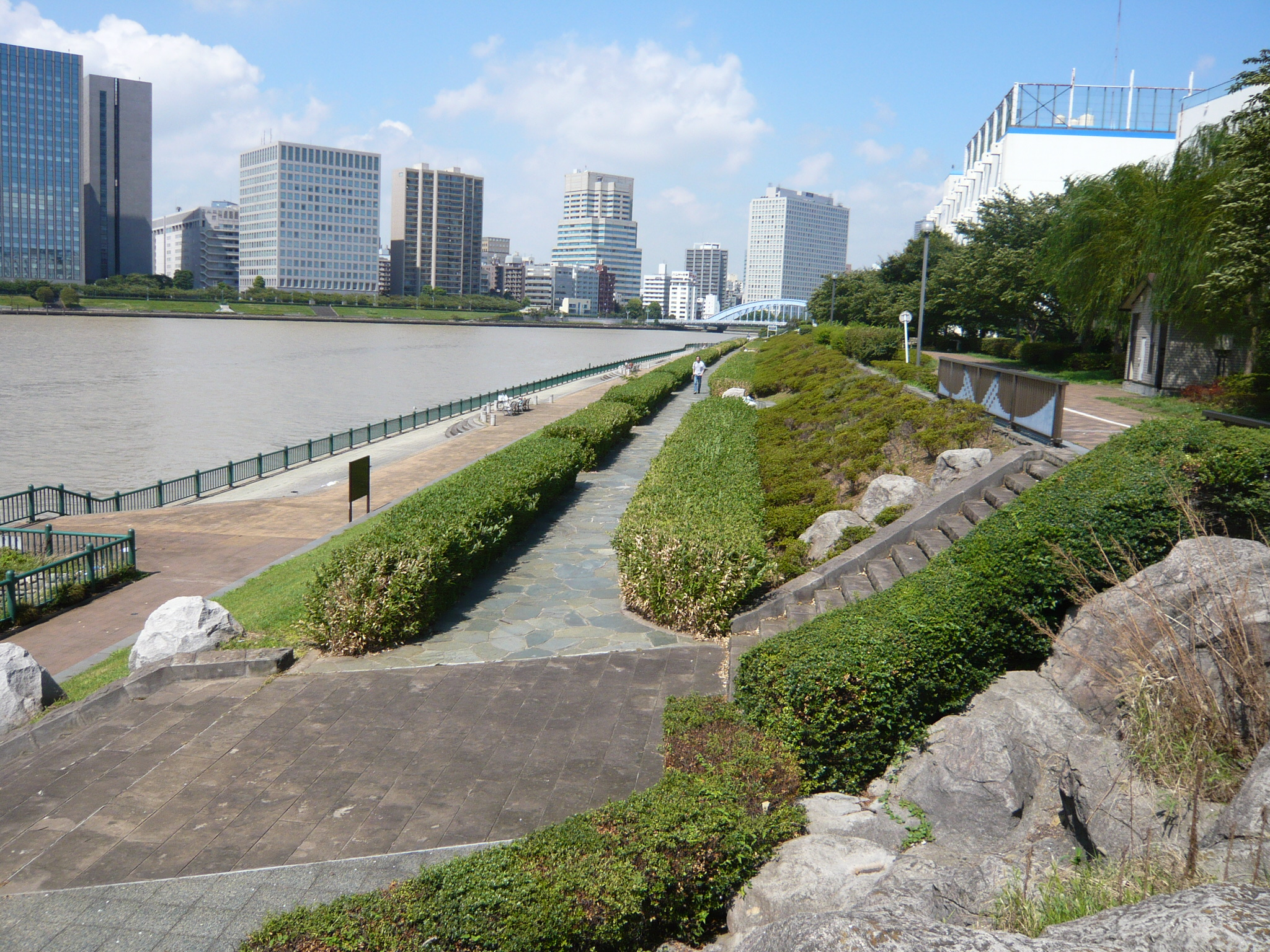
越中島公園 （江東区越中島）
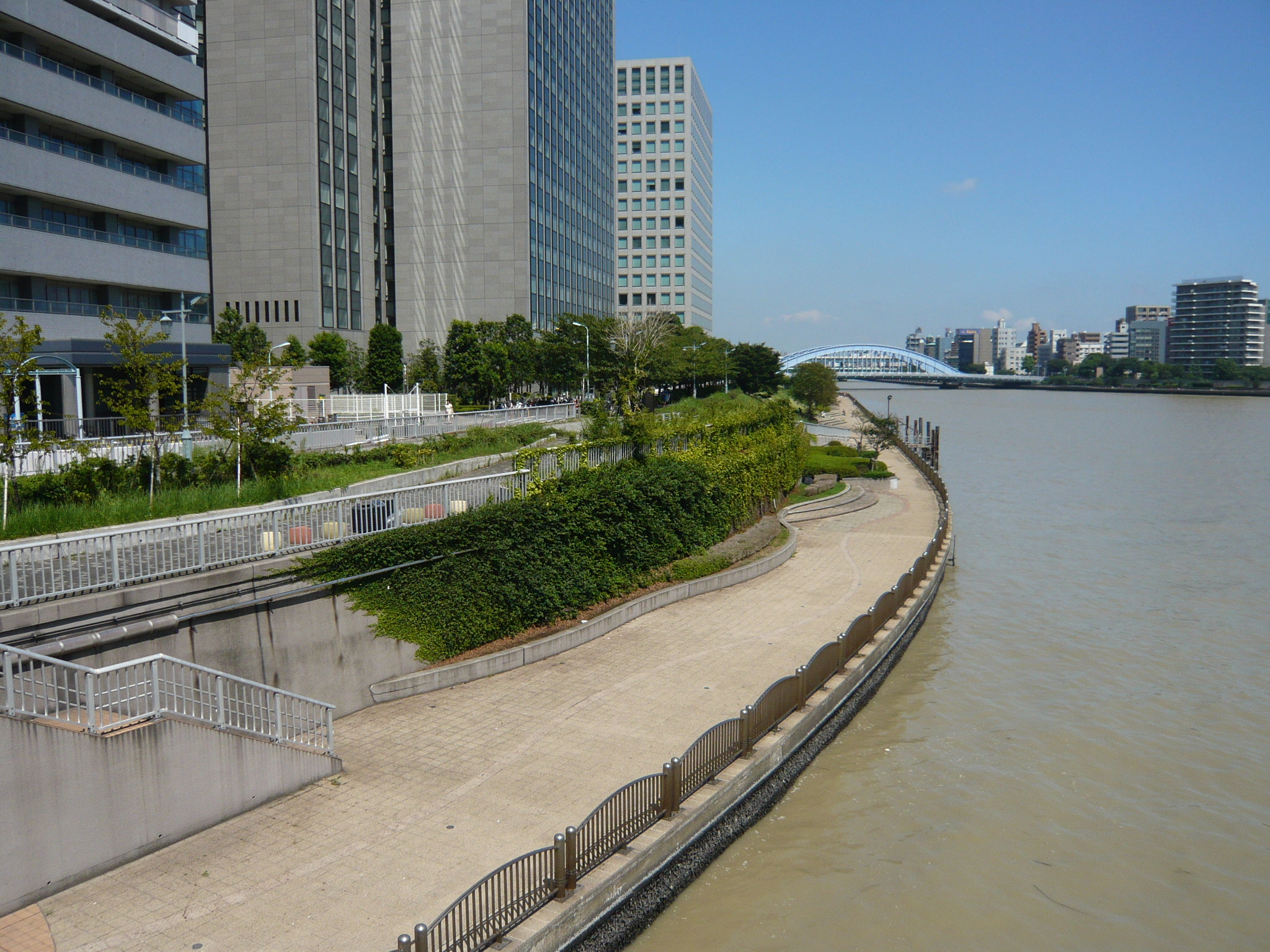
新川公園 （中央区新川）
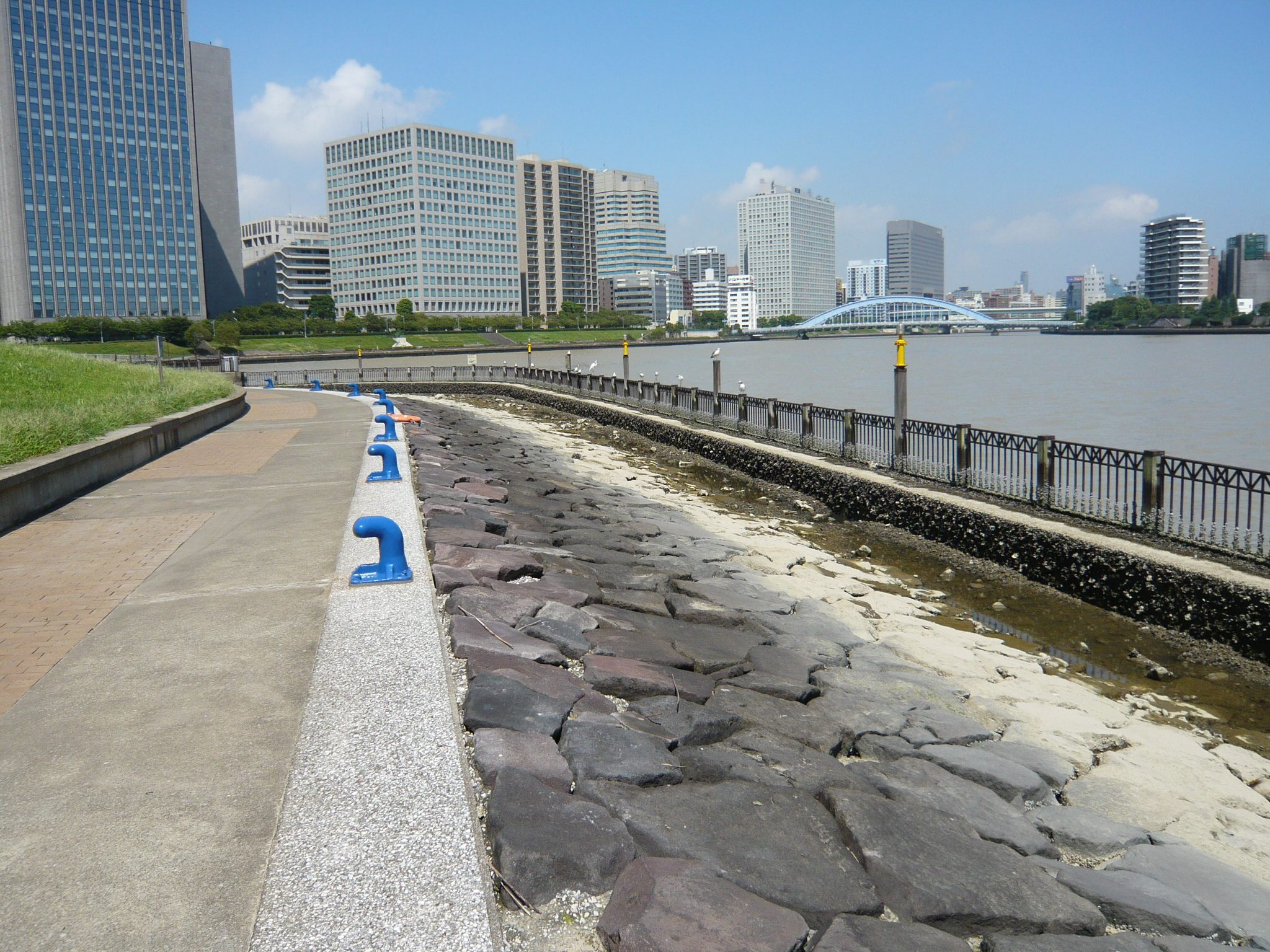
石川島公園 （中央区佃）
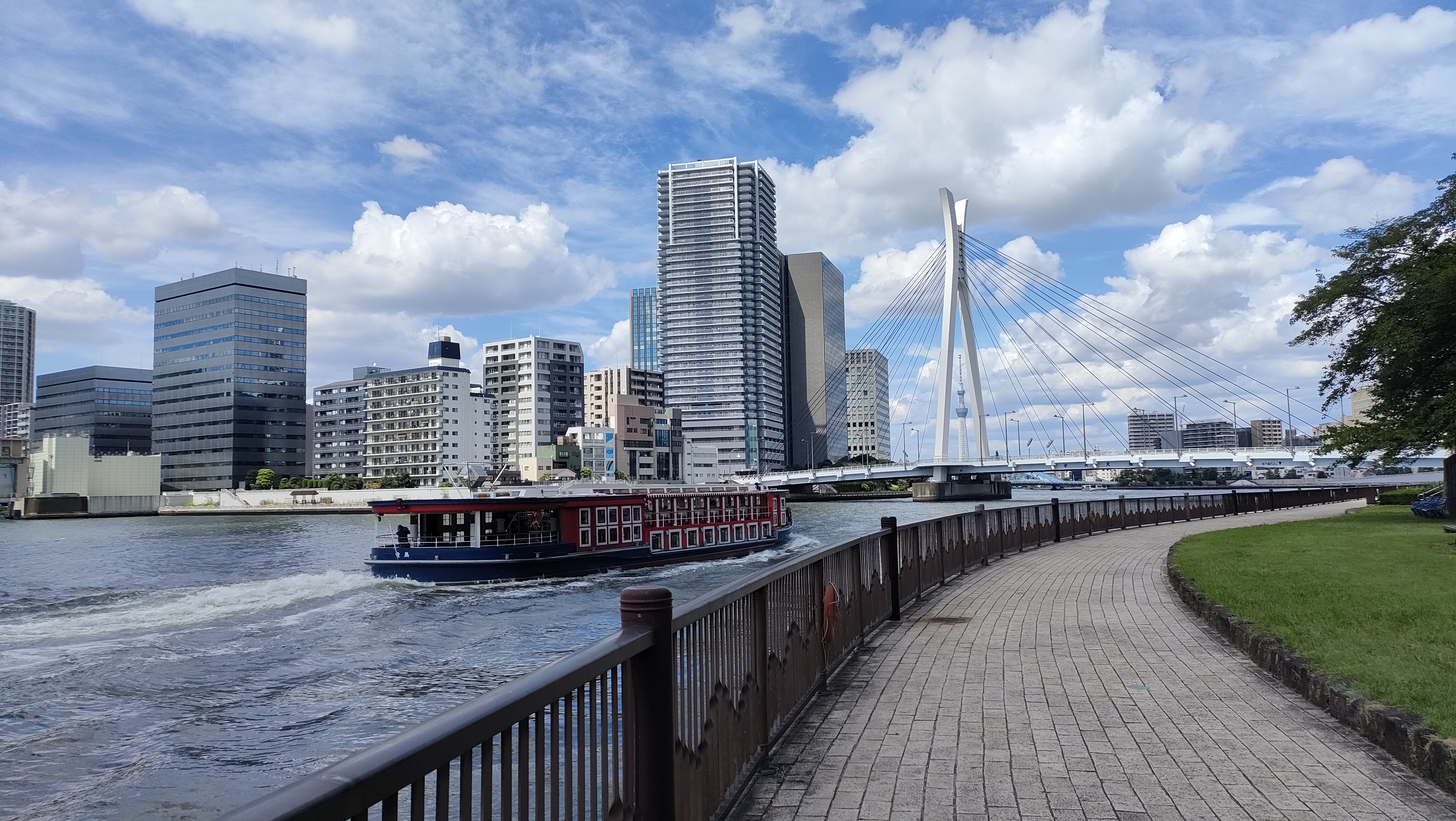
佃公園 （中央区佃）
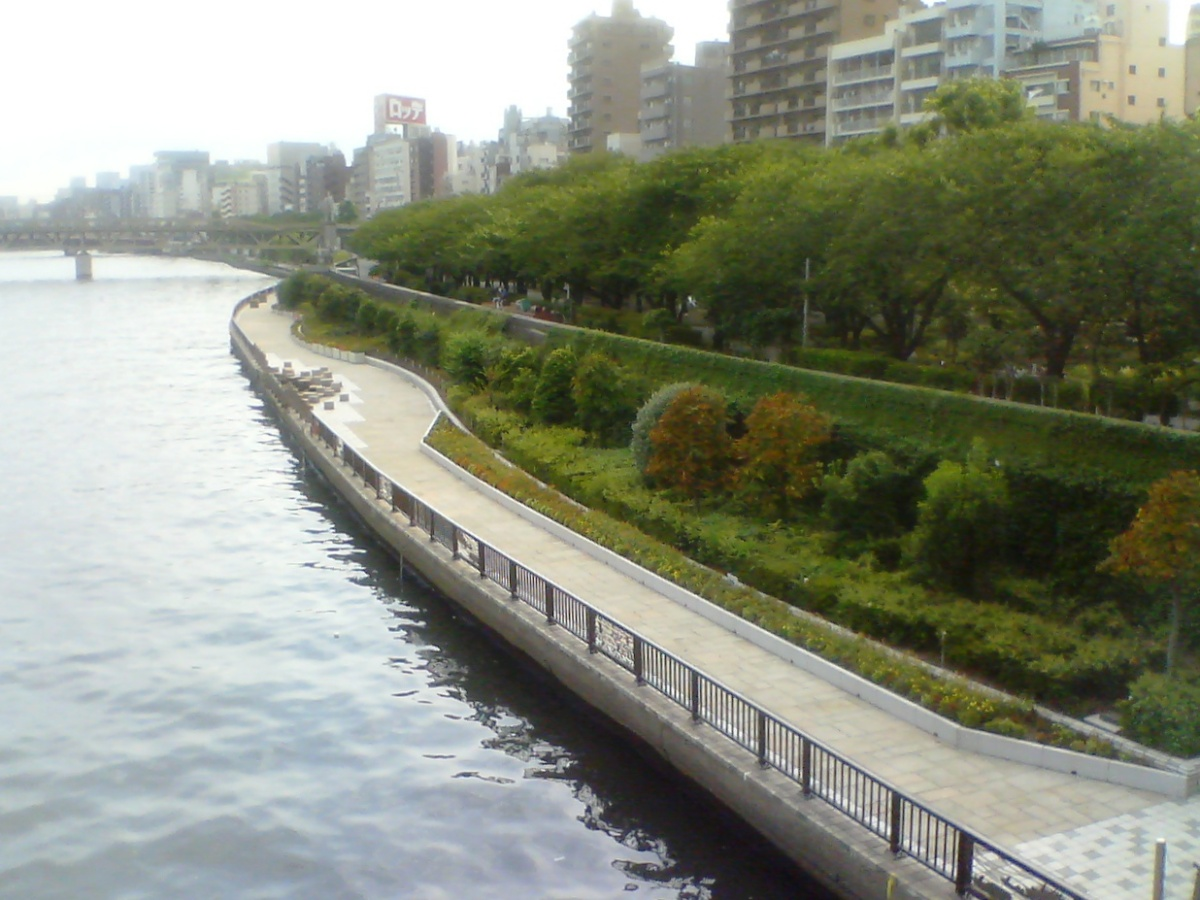
隅田公園 （台東区花川戸）
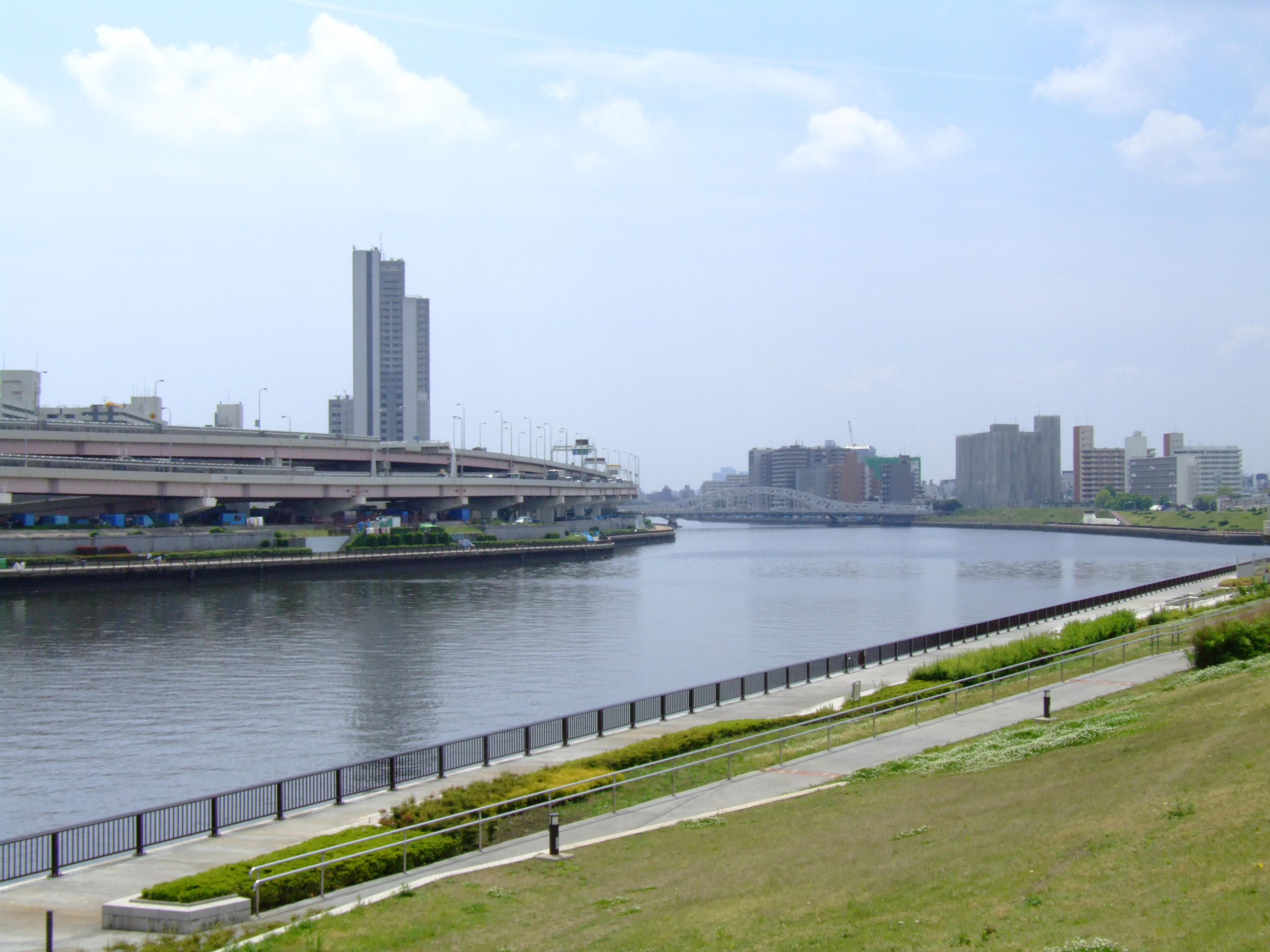
汐入公園 （荒川区南千住）